# Marcello Potocco
Marcello Potocco, slovenski literarni komparativist, literarni teoretik, pesnik in prevajalec, * 1974, Ljubljana
Marcello Potocco je leta 2000 diplomiral na oddelku za primerjalno književnost in literarno teorijo na Filozofski fakulteti v Ljubljani. Za diplomsko delo je prejel Fakultetno Prešernovo nagrado za leto 1999. Leta 2006 je na isti fakulteti doktoriral s tezo Kulturna identiteta in estetskost v angleški kanadski in slovenski poeziji. Zaposlen je kot docent za književnost na Fakulteti za humanistične študije Univerze na Primorskem ter kot znanstveni sodelavec na tamkajšnjem Inštitutu za medkulturne študije. V svojih študijah se ukvarja se ukvarja z literarnimi strukturami in teorijo metafore ter s sociološkimi obravnavami literature, zlasti z vprašanjem ideologije v literaturi. Veliko pozornosti namenja tudi primerjavi sodobne kanadske s sodobno slovensko poezijo.
Izdal je šest pesniških zbirk. Njegova poezija je prevedena v številne jezike: v srbščino, hrvaščino, angleščino, češčino, poljščino, makedonščino, italijanščino, latvijščino in beloruščino. Za zbirko Popravki pesniške zbirke je bil leta 2008 nominiran za Veronikino nagrado, za zbirko "Via Francigena" pa leta 2012 za Jenkovo nagrado.

## Strokovno delo
Med študijskima letoma 2012/2013 in 2018/19 je bil predstojnik Oddelka za slovenistiko UP FHŠ. Bil je predsednik Slovenskega društva za primerjalno književnost v mandatu 2010–2014 ter je član Društva slovenskih pisateljev, kjer deluje tudi kot član komisije za sprejem novih članov.

## Izbor iz bibliografije

### Znanstvena dela
- Marcello Potocco: Nacionalni imaginariji. Literarni imaginariji: različice nacionalnega poziva v literaturi in v literarnih kontekstih. Ljubljana: Pedagoški inštitut, 2012. (COBISS)
- Marcello Potocco: Kulturna identiteta in estetskost v angleški kanadski in slovenski poeziji: doktorska disertacija. Mentor Janez Vrečko. Ljubljana: FF, Oddelek za primerjalno književnost in literarno teorijo, 2005. (COBISS)

### Poezija
- Lila (Mondena, 2002)
- Pripovedi o ovcah, ljudeh in drugih živalih (LUD Literatura, 2005)
- Popravki pesniške zbirke (LUD Literatura, 2007)
- Via Francigena (LUD Literatura, 2011)
- Poznam te črne stvari (LUD Literatura, 2017)
- Odisej(ka) v labirintu (Književna hiša poezije, 2022).

### Književni prevodi
- Richler, Mordecai: Barneyeva verzija. Učila, 2011.
- Davis, Anna: Večerja. Ljubljana: Tuma, 2006.
- Džamling Tenzing Norgaj: Po poti mojega očeta. Tržič: Učila, 2002.
- Coburn, Broughton: Everest, gora brez milosti. Tržič: National Geographic Society/Učila, 1999. (soprevajalec).
- Green, Reg: Nicholasova zgodba. Tržič: Učila, 1999.
- Krakauer, Jon: Izginuli. Tržič: Učila, 1998.